# Dimecoenia tristanensis
Dimecoenia tristanensis är en tvåvingeart som beskrevs av Frey 1954. Dimecoenia tristanensis ingår i släktet Dimecoenia och familjen vattenflugor.
Artens utbredningsområde är Tristan da Cunha. Inga underarter finns listade i Catalogue of Life.